# Demokratej
Demókratej ali Demókrates (starogrško Δημοκράτης: Dēmokrátēs), starogrški pitagorejski filozof.
Ne vemo veliko o njem. Apolonij iz Tiane je poslal vsaj eno pismo Demokrateju, Epistola 88.
Zbirka moralnih maksim, imenovana Zlati stavki (γνῶμαι χρυσαῖ, Gnomai chrysai), je prišla do nas pod njegovim imenom. Vendar mnogi učenjaki trdijo, da vse te maksime izvirajo iz izvirne zbirke Demokritovih besed, drugi pa verjamejo, da je obstajal manj znan Demokratej, katerega ime se je zamenjalo z bolj znanim Demokritom. Trideset Zlatih stavkov najdemo tudi v Stobeju, ki ga pripisujejo Demokritu.
Maksime so zapisane v jonskem narečju, iz katerega so nekateri učenjaki sklepali, da so bili napisani že zelo zgodaj. Drugi mislijo, da je bolj verjetno, da so produkcija iz dobe Gaja Julija Cezarja. Toda zaradi pomanjkanja zunanjih in notranjih dokazov ni mogoče ničesar trditi z gotovostjo. Nekatere od teh stavkov navaja Stobej in jih v nekaterih rokopisih najdemo pod Demokritovim imenom.